# 1418 Фаєта
1418 Фаєта  (1418 Fayeta) — астероїд головного поясу, відкритий 22 вересня 1903 року.
Тіссеранів параметр щодо Юпітера — 3,596.